# Prix von Kármán (astronautique)
Ne doit pas être confondu avec Médaille Theodore-von-Kármán ou Prix Theodore von Kármán.
Le prix von Kármán en mathématiques appliquées est une distinction décernée tous les ans par l'Académie internationale d'astronautique en reconnaissance de 
réalisations exceptionnelles au cours de la vie dans toutes les disciplines scientifiques sans limite de nationalité ni de sexe.
Ce prix a été établi en 1983 en l'honneur de Theodore von Kármán.

## Liste des lauréats
- 1983 : Charles Stark Draper, États-Unis
- 1984 : Alexei S.Yeliseyev, Russie
- 1985 : Reimar Lüst, FRG
- 1986 : Eilene Galloway, États-Unis
- 1987 : Minoru Oda, Japon
- 1988 : Luigi Broglio, Italie
- 1989 : Jacques Blamont, France
- 1990 : William H. Pickering, États-Unis
- 1991 : Karl E. Klein, Allemagne
- 1992 : Alexei Leonov, Russie
- 1993 : Cornelis de Jager, Pays-Bas
- 1994 : Christopher Kraft, États-Unis
- 1995 : Albert A. Galeev, Russie
- 1996 : Arthur C. Clarke, Royaume-Uni
- 1997 : Norman Augustine, États-Unis
- 1998 : Vladimir A. Kotelnikov, Russie
- 1999 : George E. Mueller, États-Unis
- 2000 : Hubert Curien, France
- 2001 : Michel Bignier, France
- 2002 : Gerhard Haerendel, Allemagne
- 2003 : Edward C. Stone, États-Unis
- 2004 : Oleg G. Gazenko, Russie
- 2005 : U.R. Rao, Inde
- 2006 : Michael Yarymovych, États-Unis
- 2007 : Krishnaswamy Kasturirangan, Inde
- 2008 : Ryojiro Akiba (hu), Japon
- 2009 : Roger-Maurice Bonnet, France
- 2010 : Giovanni Bignami, Italie
- 2011 : Liu Jiyuan (zh), Chine
- 2012 : Jean-Jacques Dordain, France
- 2013 : Wu Meirong (zh), Chine
- 2014 : Yannick d'Escatha, France
- 2015 : Hiroki Matsuo (ja), Japon
- 2016 : Jean-Michel Contant, France
- 2017 : Stamatios M. Krimigis, États-Unis
- 2018 : Anatoli Perminov, Russie